# 木川馬氏
木川馬氏（韓語：목천 마씨），是來自中國的朝鮮姓氏，本貫忠清南道天安市，與長興馬氏同本。2000年人口調査時有2,982人、掛第710位。
始祖是殷末人馬沅，與箕子一起東走朝鮮，他的子孫馬黎後成為百濟開國功臣之一。